# مدارس عالی فناوری در ژاپن

مدرسه عالی فناوری (به ژاپنی: 工業高等専門学校، تلفظ KOGYO KOTO SEN MON GAKKO) به اختصار کوسن (به ژاپنی 高専، تلفظ: KOSEN) یا در بعضی موارد کالج تکنولوژی در ژاپن به موسسات آموزش عالی‌ای گفته می‌شود که هدف اصلی آن‌ها تربیت و آماده‌سازی متخصصانی است که بتوانند تا حد ممکن، نیازهای فنی و تکنیکی بازار کار را فراهم آورند.
امروزه در ژاپن ۶۳ مدرسه عالی فناوری وجود دارد که از این تعداد، ۵۴ کالج ملی-دولتی، ۵ کالج عمومی و ۳ کالج خصوصی می‌باشند.
در اواخر دههٔ پنجاه، با آغاز رشد اقتصادی سرسام‌آور ژاپن، نیاز به متخصصانی که علوم نظری را در عمل تکرار و تمرین کرده باشند به‌شدت احساس می‌شد؛ به این ترتیب در سال ۱۹۶۲ اولین مدرسی عالی فناوری ژاپن در پاسخ به این نیاز تأسیس گشت.
بر خلاف دانشگاه‌های معمولی؛ که دانشجویان پس از پایان دوره متوسطه دبیرستان وارد دانشگاه می‌شوند؛ در مدارس عالی فناوری دانش آموزان پس از پایان دورهٔ متوسطه (راهنمائی) وارد آن شده و پس از گذراندن ۵ سال تحصیل قادر خواهند بود مدرک پایانی کوسن را که معادل مدرک فوق دیپلم در ایران و بسیاری از کشورها هست را دریافت کنند یا با گذراندن امتحان داخلی و پس از دو سال ادامه تحصیل وارد دوره پیشرفته مدارس عالی فناوری (سن کو کا)(به ژاپنی:専攻科، تلفظ: SEN KO KA) شده و مدرکی معادل کارشناسی دریافت کنند.
نقطهٔ برتری این مدرس عالی در برابر دانشگاه‌ها تمرکز آموزش بر روی درس‌ها ی عملی و کارگاه‌های فناوری است. در این مدارس دانش آموزان از سال اول که معادل سال اول دبیرستان در ایران هست همراه با دروس نظری به کار در آزمایشگاه پرداخته و سعی در به‌کارگیری علوم نظری در عمل می‌کنند.

## تعداد مدارس و تعداد دانش آموزان
بر اساس آماری که وزارت فرهنگ، ورزش، آموزش و فناوری ژاپن (به ژاپنی: 文部科学書، تلفظ: Monbukagakusho) (به اختصار مونبوشو) در مه ۲۰۰۹ منتشر کرده‌است تعداد مدارس عالی فناوری در ژاپن ۶۴ مدرسه عالی فناوری هست که از این تعداد تنها ۶۲ مدرسه فعال و بقیه مدارس فعال نیستند یا هنوز به بهره‌برداری نرسیده‌اند. در بین این مدارس ۵۵ مدرسه دولتی (به ژاپنی:国立، تلفظ:KOKURITSU)، ۶ مدرسه عالی عمومی (به ژاپنی:公立، تلفظ:KORITSU) و ۳ مدرسه عالی خصوصی وجود دارد. بر اساس استاندارد مونبوکاگاکوشو یا وزارت آموزش ژاپن، تعداد دانش آموزان هر دوره این مدارس در مراکز دولتی و عمومی حداکثر ۴۰ نفر، و در مراکز خصوصی حداکثر ۴۵ نفر است.
بر اساس گزارشی تعداد دانش آموزان این‌گونه مدارس با احتساب دوره پیشرفته، دانشجویان متفرقه و افراد مشغول تحقیق در این مدارس در می ۲۰۰۹؛ ۵۹۳۸۶ نفر هست (که از این تعداد ۵۰۰۸۰ نفر پسر و ۹۳۰۶ نفر دختر) اند. تعداد افرادی که در مارس همان سل از مدارس عالی فناوری دانش‌آموخته شده‌اند ۱۰۴۷۴ نفر هست که از این میان ۴۵۰۴ نفر به ادامه تحصیل (در دانشگاه یا دوری پیشرفته) پرداخته، ۵۶۱۰ نفر وارد بازار کار و ۱۵۵ نفر به دانشگاهی در خارج از ژاپن رفته‌اند.